# Montipora obtusata
Espèce
Montipora obtusata est une espèce de coraux appartenant à la famille des Acroporidae.